# Ruanda en los Juegos Olímpicos de Atenas 2004
Ruanda estuvo representada en los Juegos Olímpicos de Atenas 2004 por cinco deportistas, tres hombres y dos mujeres, que compitieron en dos deportes.
El portador de la bandera en la ceremonia de apertura fue el atleta Mathias Ntawulikura. El equipo olímpico ruandés no obtuvo ninguna medalla en estos Juegos.